# Willem Voster

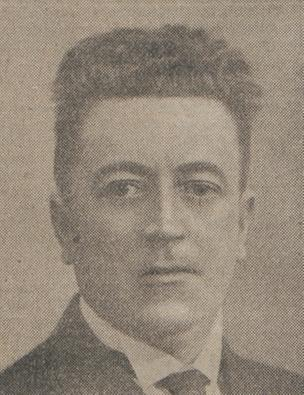
W. Voster

Willem Voster (Wormerveer, 20 april 1886 – Bussum, 11 januari 1960) was een Nederlands politicus. 
Hij werd geboren als zoon van Willem Voster (1858-1922; koopman) en Anna Catharina Maria Gorter (1862-1939). Hij ging in 1918 als tijdelijk ambtenaar werken bij de distributiedienst van de gemeente Jisp. Tweeënhalf jaar later volgde hij daar H. ter Cock op als gemeentesecretaris nadat deze benoemd was tot burgemeester van Wijdewormer. Voster werd in 1923 benoemd tot burgemeester van Jisp. Daarmee was voor het eerst in meer dan een eeuw geen persoon uit het geslacht Wildschut burgemeester van die gemeente. Na de bevrijding werd Voster gestaakt maar vanaf december 1945 kon hij zijn oude functie weer vervullen. Hij ging in 1951 met pensioen en overleed in 1960 op 73-jarige leeftijd.
Zijn zoon Lou Voster was eveneens burgemeester.